# Cascata (Águas da Prata)
Cascata é um bairro rural (área urbana isolada) do município brasileiro de Águas da Prata, no interior do estado de São Paulo.

## História

### Origem
As terras onde se localiza o bairro da Cascata formavam a antiga Fazenda Pinheirinhos, propriedade dos irmãos Emerenciano Gabriel e Joaquim Junqueira.
O bairro se desenvolveu ao redor da estação ferroviária Cascata, inaugurada pela Companhia Mogiana de Estradas de Ferro em 01/10/1886. Registros históricos dão conta que a povoação da Cascata é anterior à de Águas da Prata.

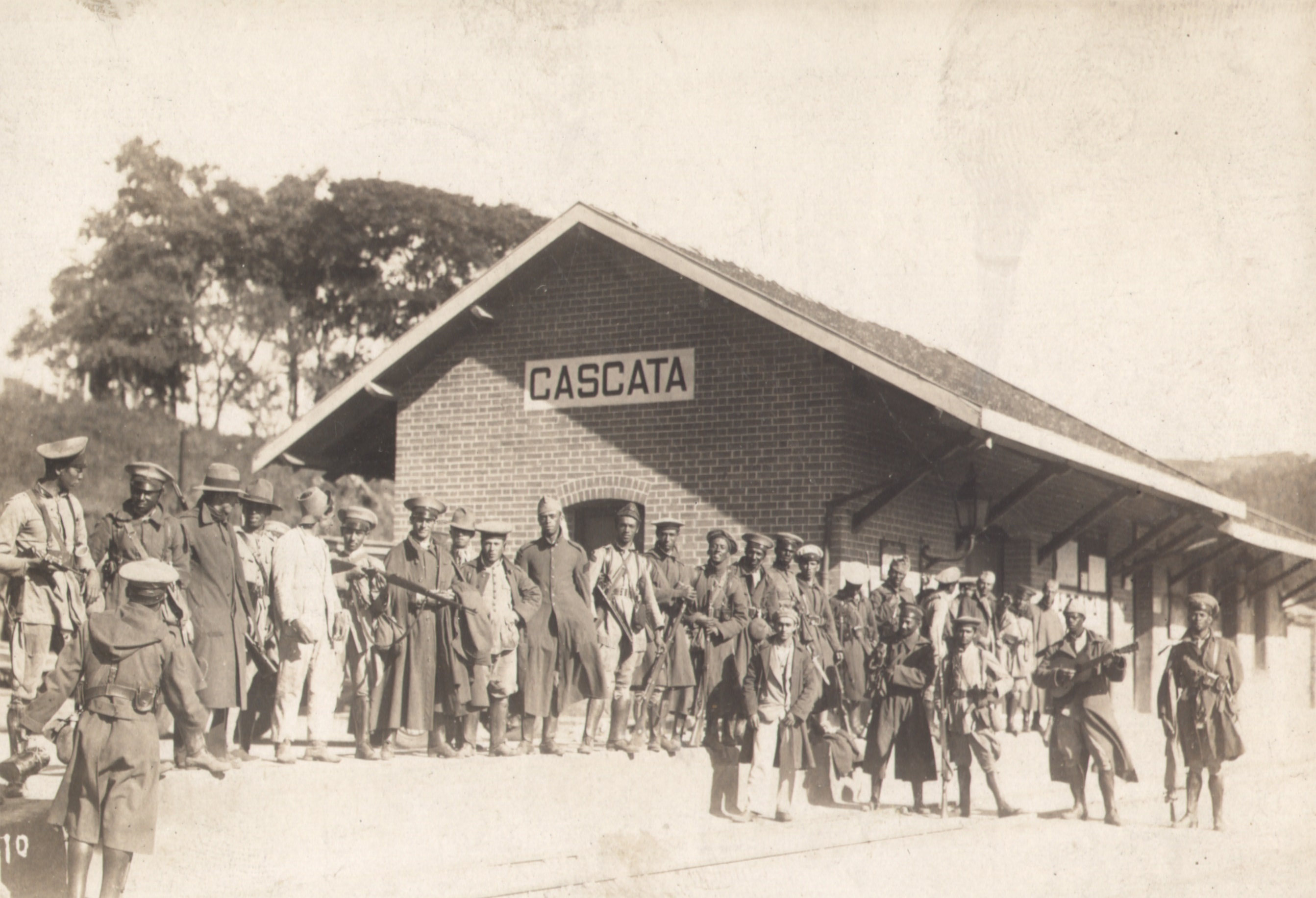
Soldados ocupam a estação de Cascata durante a Revolução Constitucionalista de 1932.

### Fatos históricos
Durante a Revolução Constitucionalista de 1932, as tropas paulistas ficaram aquarteladas na estação de Águas da Prata. Quando houve o encontro das tropas paulistas e mineiras entre os dias 25 e 26 de julho de 1932, a Cascata tornou-se palco da luta, onde foram registrados tiroteios entre as duas partes envolvidas.

## Geografia

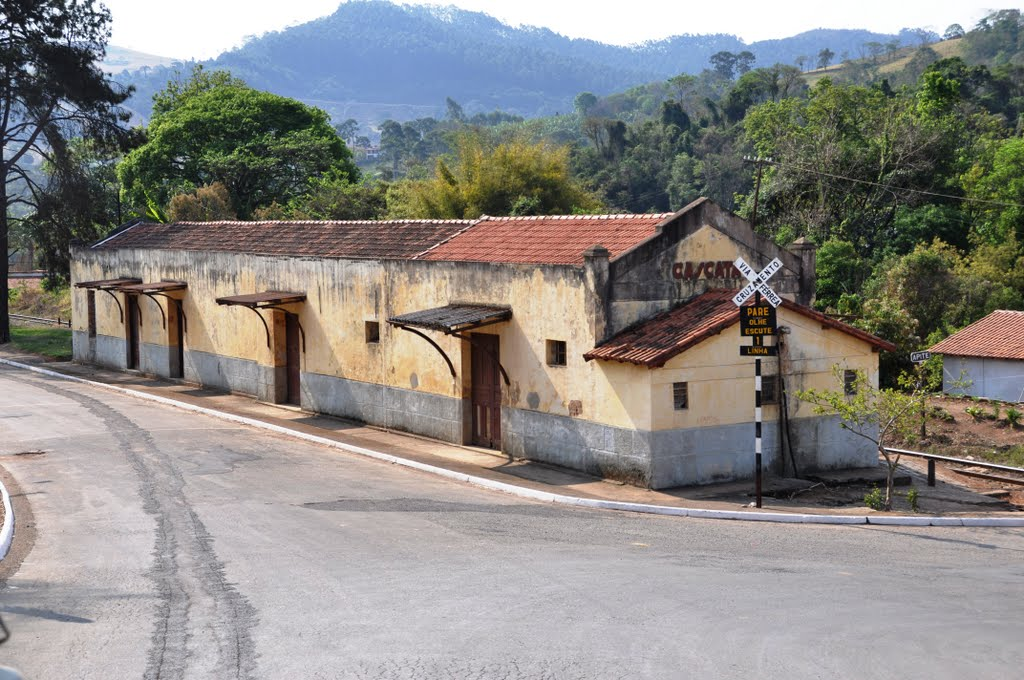
Estação ferroviária.

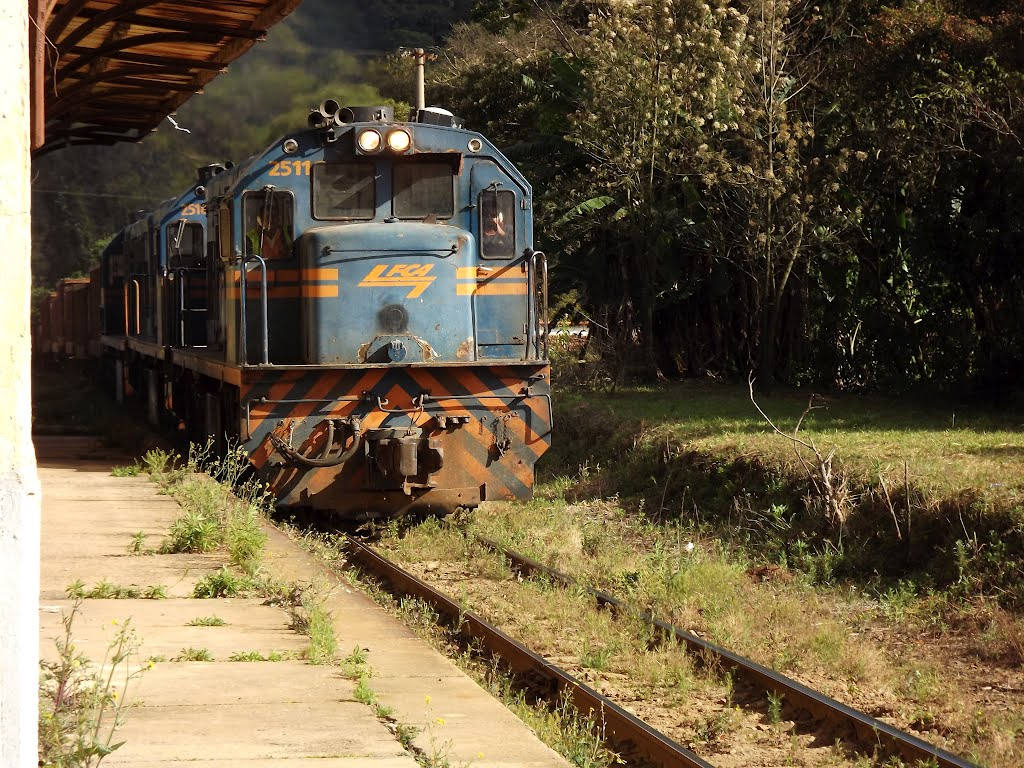
Composição que transporta bauxita passando pela estação.

### Localização
O bairro da Cascata está localizado em plena serra, à cerca de 1.200 metros de altitude, bem próximo da Vila Nossa Senhora Aparecida (Ponto da Cascata), localizada mais ao alto e ao lado da SP-342.

### Demografia

#### População urbana
| Crescimento população urbana | Crescimento população urbana | Crescimento população urbana | Crescimento população urbana |
| Censo                        | Pop.                         |                              | %±                           |
| ---------------------------- | ---------------------------- | ---------------------------- | ---------------------------- |
| 1991                         | 310                          |                              | —                            |
| 2000                         | 349                          |                              | 12,6%                        |
| 2010                         | 370                          |                              | 6,0%                         |
| Fonte: IBGE e Fundação SEADE |                              |                              |                              |

Até o Censo 2010 (IBGE) Cascata era classificado pelo IBGE como área urbana isolada do distrito sede.

### Rodovias
O principal acesso à Cascata é a estrada vicinal que liga o bairro à Rodovia Governador Doutor Adhemar Pereira de Barros (SP-342), passando pelo Ponto da Cascata.

### Ferrovias
Ramal de Caldas (Companhia Mogiana de Estradas de Ferro), sendo a ferrovia operada atualmente pela VLI Multimodal S.A..

## Serviços públicos

### Saneamento
O serviço de abastecimento de água é feito pela Companhia de Saneamento Básico do Estado de São Paulo (SABESP).

### Energia
A responsável pelo abastecimento de energia elétrica é a Neoenergia Elektro, antiga CESP.

### Telecomunicações
O bairro era atendido pela Telecomunicações de São Paulo (TELESP), que inaugurou a central telefônica utilizada até os dias atuais. Em 1998 esta empresa foi vendida para a Telefônica, que em 2012 adotou a marca Vivo para suas operações.

## Atrações turísticas

### Ponte férrea de Tajá

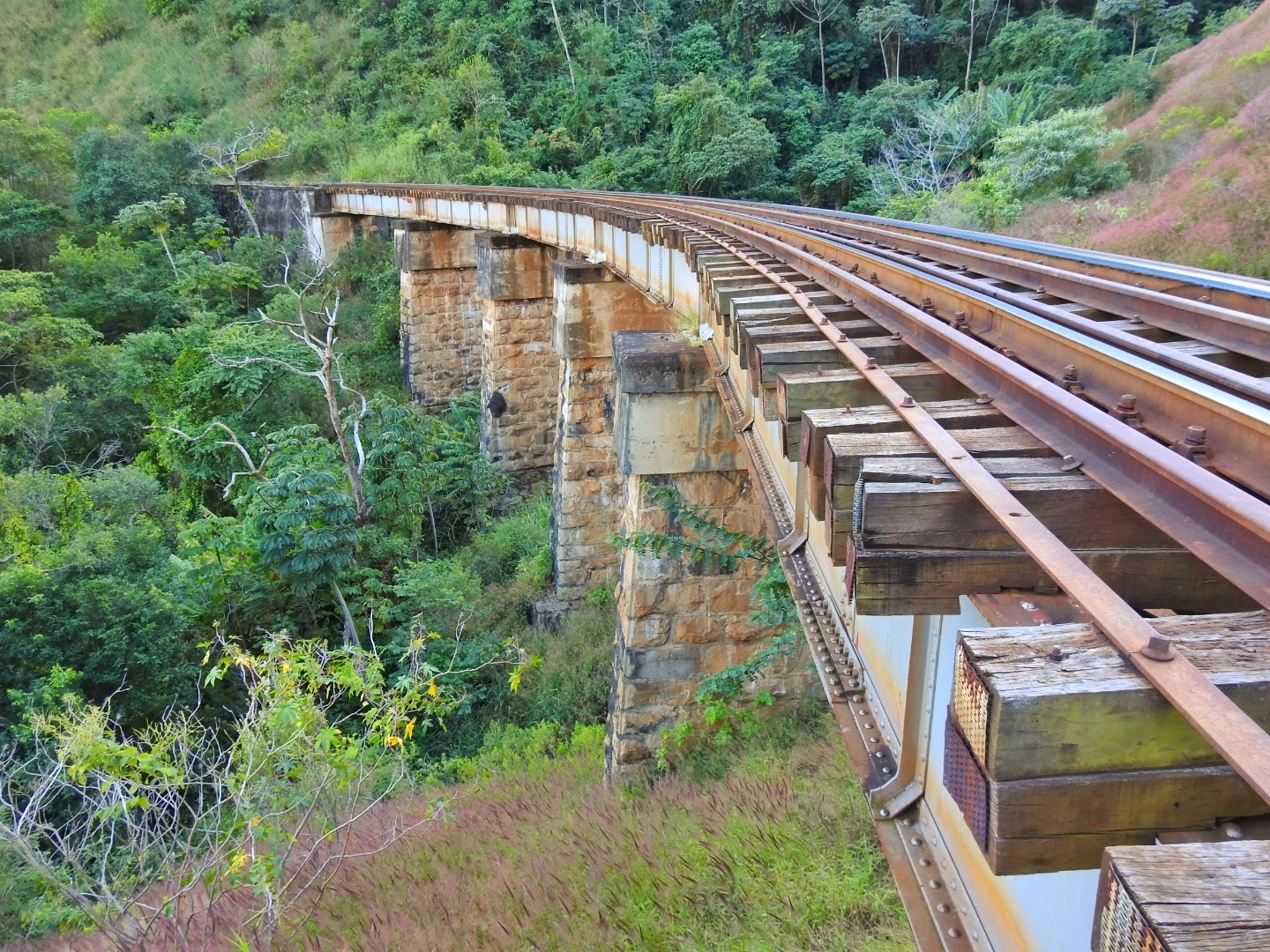
Ponte férrea de Tajá.

Ponte ferroviária na descida da serra entre as estações de Cascata e Águas da Prata, é um belo mirante.

### Obelisco da Cascata
O Obelisco da Cascata foi fixado em 31 de julho de 1937, como marco comemorativo do acordo entre São Paulo e Minas Gerais, após longo litígio pela posse das terras.

### Cachoeiras do Serrote
Localizadas na encosta de uma montanha que é considerada a borda de um vulcão.

## Religião

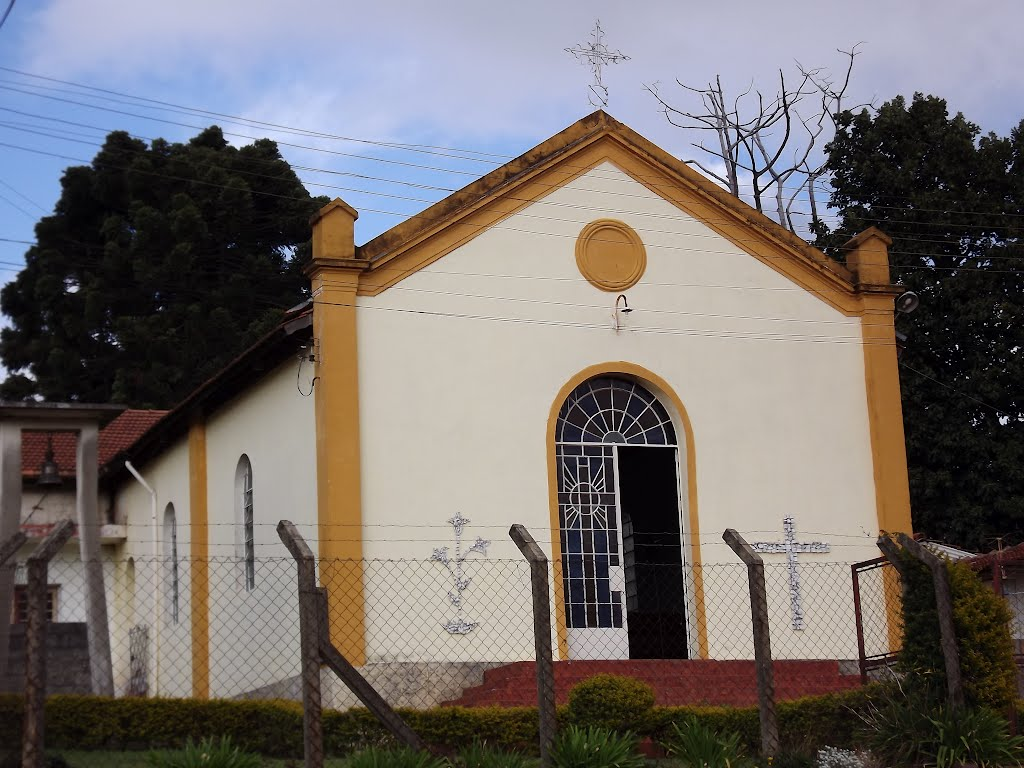
Capela.

O Cristianismo se faz presente no bairro da seguinte forma:

### Igreja Católica
- A igreja faz parte da Diocese de São João da Boa Vista[20].

### Igrejas Evangélicas
- Congregação Cristã no Brasil[21].